# Mosquiter dorsiclar
El mosquiter dorsiclar (Phylloscopus chloronotus) és una espècie d'ocell de la família dels fil·loscòpids (Phylloscopidae). Es troba a Bhutan, Xina, l'Índia, Nepal i Pakistan. Els seus hàbitats principals els boscos temperats i els boscos tropicals i subtropicals secs. El seu estat de conservació es considera de risc mínim.